# Golden Horseshoe Junior Hockey League
Golden Horseshoe Junior Hockey League (GHL alternativt GHJHL) var en juniorishockeyliga som var baserat till störst del i den kanadensiska provinsen Ontario men även i den amerikanska delstaten New York. Ligan var sanktionerad av det nationella ishockeyförbundet Hockey Canada och det regionala ishockeyförbundet Ontario Hockey Association.

## Historik
Ishockeyligan grundades 1974 och spelades främst inom det geografiska området Gyllene hästskon i Ontario. År 2007 blev GHL fusionerad med Mid-Western Junior Hockey League (MWJHL) och Western Ontario Hockey League (WOHL) och bildade Greater Ontario Junior Hockey League (GOJHL). Den första säsongen var ishockeyligorna separata från varandra men hade gemensamt kansli. Året efter slogs alla tre ihop och blev en enda ishockeyliga.

## Lagen
Ett urval av ishockeylag som spelade i GHL.
| - Brantford Alexander B's - Brantford Classics - Buffalo Jr. Sabres - Caledonia Corvairs - Dundas Blues - Dunnville Terriers - Fort Erie Meteors - Grimsby Peach Kings | - Hamilton Kilty B's - Hamilton Mountain Bees - Hamilton Red Wings - Niagara Falls Canucks - Port Colborne Sailors - St. Catharines Falcons - Simcoe Jets - Stoney Creek Warriors | - Tillsonburg Mavericks - Thorold Blackhawks - Welland Aerostars - Welland Cougars - Welland Jr. Canadians - Wheatfield Jr. Blades |

## Mästare
Samtliga lag som blev mästare för varje spelad säsong.
| - 1974–1975: Hamilton Red Wings - 1975–1976: St. Catharines Falcons - 1976–1977: St. Catharines Falcons - 1977–1978: St. Catharines Falcons - 1978–1979: St. Catharines Falcons - 1979–1980: Welland Cougars - 1980–1981: St. Catharines Falcons - 1981–1982: St. Catharines Falcons - 1982–1983: Welland Cougars - 1983–1984: Brantford Alexander B's - 1984–1985: St. Catharines Falcons | - 1985–1986: St. Catharines Falcons - 1986–1987: Niagara Falls Canucks - 1987–1988: Niagara Falls Canucks - 1988–1989: Niagara Falls Canucks - 1989–1990: St. Catharines Falcons - 1990–1991: Welland Aerostars - 1991–1992: St. Catharines Falcons - 1992–1993: Hamilton Kilty B's - 1993–1994: St. Catharines Falcons - 1994–1995: Niagara Falls Canucks - 1995–1996: Niagara Falls Canucks | - 1996–1997: St. Catharines Falcons - 1997–1998: Niagara Falls Canucks - 1998–1999: St. Catharines Falcons - 1999–2000: St. Catharines Falcons - 2000–2001: Thorold Blackhawks - 2001–2002: Niagara Falls Canucks - 2002–2003: Thorold Blackhawks - 2003–2004: Thorold Blackhawks - 2004–2005: Thorold Blackhawks - 2005–2006: Niagara Falls Canucks - 2006–2007: St. Catharines Falcons |

## Spelare

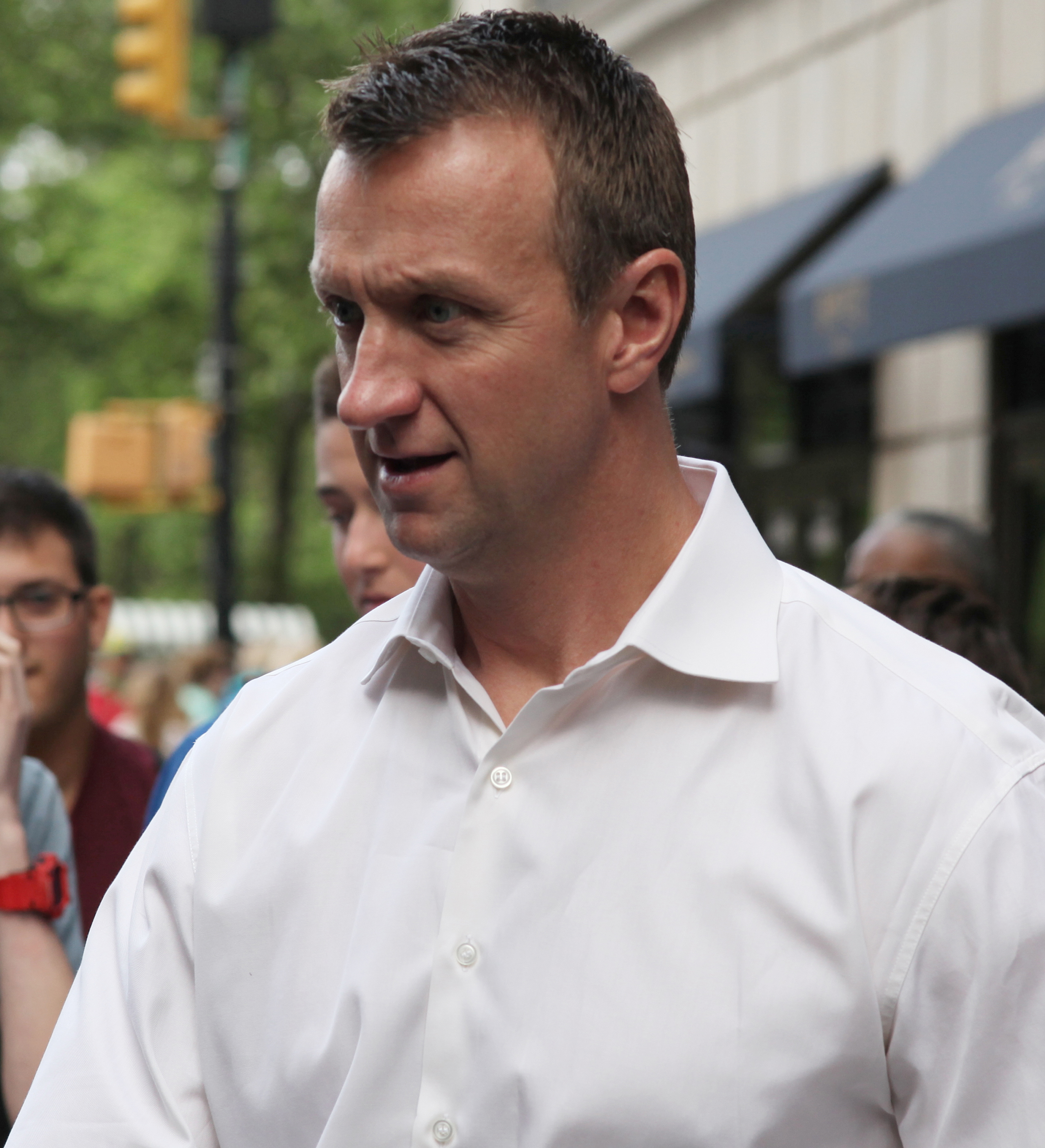
Rob Blake.

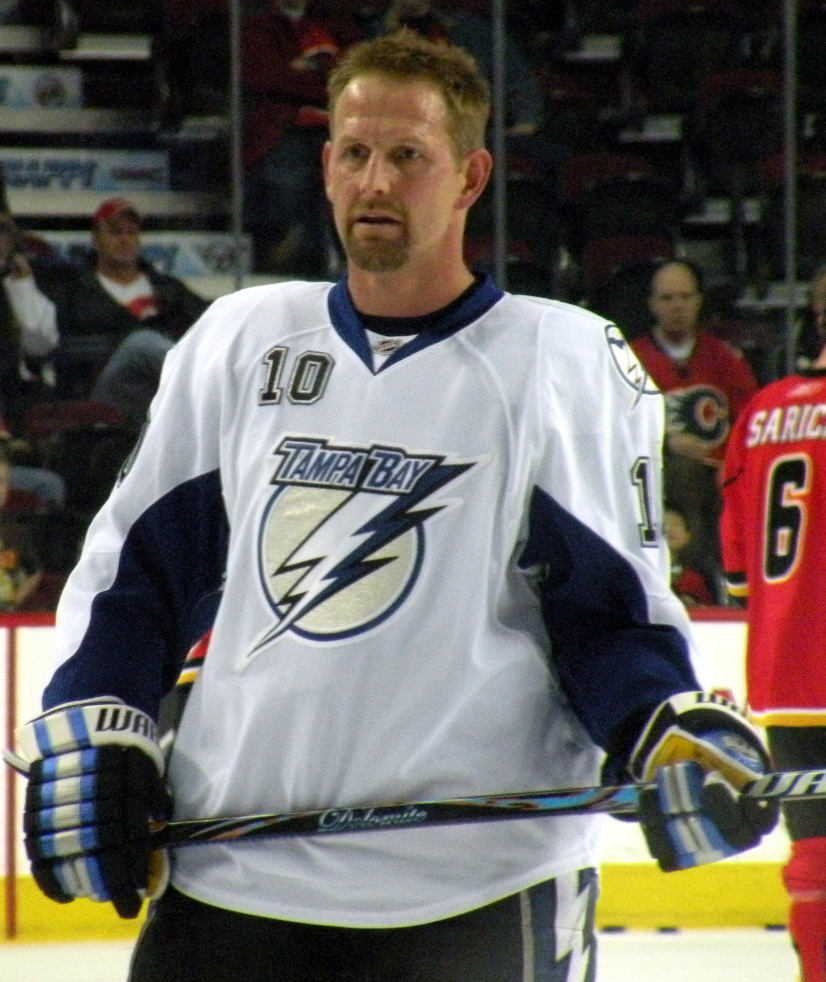
Gary Roberts.

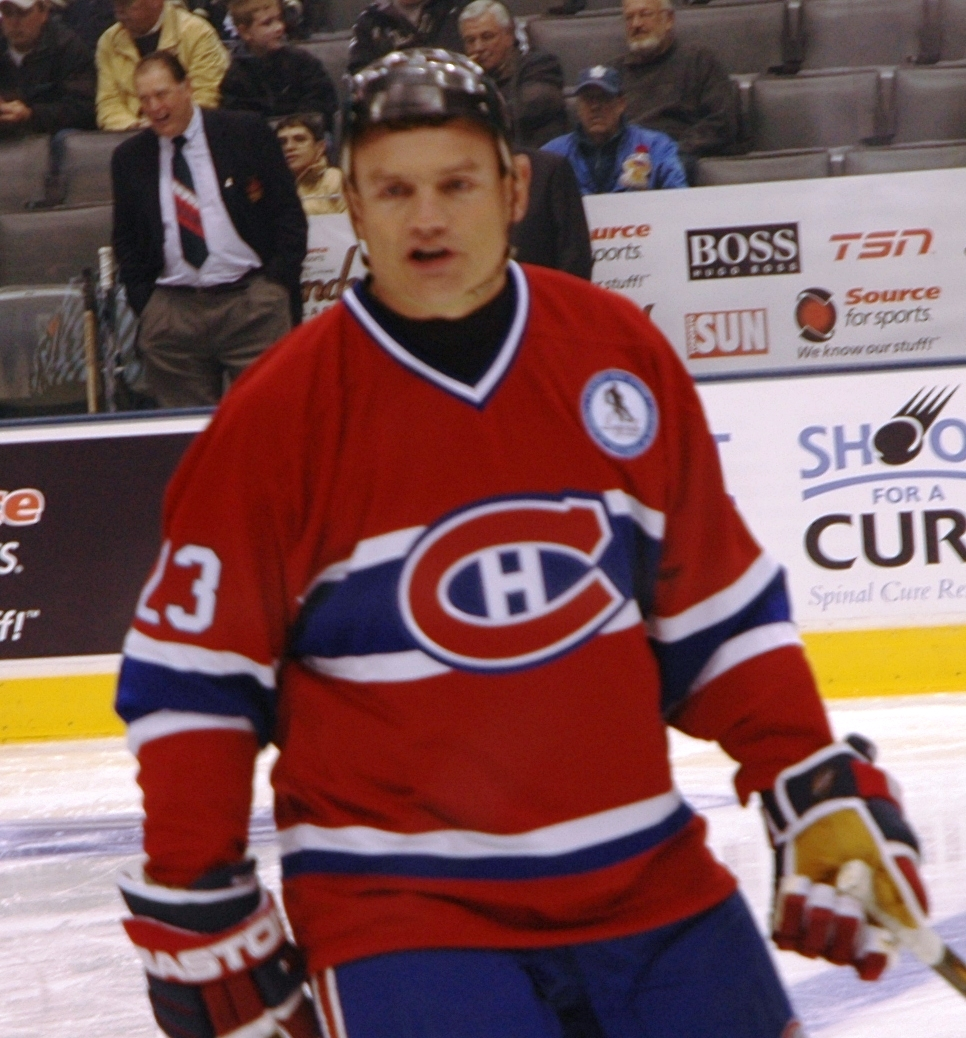
Brian Bellows.

Ett urval av ishockeyspelare som spelade en del av sina ungdomsår i ligan.
| Målvakter - Ray Emery - Frank Pietrangelo | Backar - Rob Blake - Greg de Vries - Dan Girardi - Paul Laus - Marty McSorley - Steve Staios | Forwards - Brian Bellows - Paul Bissonnette - John Chayka - Adam Creighton - Cal Clutterbuck - Gilbert Dionne - Nathan Horton - Bill Huard - Mike Iggulden - Matt Johnson - Keith Jones - Zenon Konopka - Jordan Nolan - Krzysztof Oliwa - Daniel Paille - Keith Primeau - Gary Roberts - John Scott - Riley Sheahan - Jamie Tardif - Dennis Vial |